# Церковь Троицы Живоначальной (Шарапово)
Церковь Троицы Живоначальной — православный храм Шатурского благочиния Московской епархии. Расположен в селе Шарапово Шатурского района Московской области.

## История
До мая 1869 года община Шараповских крестьян была в приходе церкви села Жабки. В 1869 году получив разрешение Рязанской Консистории крестьяне Шарапова купили деревянную Троицкую церковь в селе Лелечи, в этом же году она была поставлена в селе и 17 августа освящена. В этой церкви было два придела — Покровский и Никольский.
Уже в 1882 году была построена каменная церковь Троицы Живоначальной с Зачатиевским и Успенским пределами.
Первоначально в состав прихода, кроме села, входили деревни Новошино, Тюшино и Спирино, с 1889 года Новошино стало селом с отдельным приходом .
Храм был закрыт в 1930-е годы.
С 2002 года началось восстановление церкви и строительство колокольни.